# Petr Bezruč
Petr Bezruč (vlastním jménem Vladimír Vašek; 15. září 1867 Opava – 17. února 1958 Olomouc) byl český básník. Je považován za autora jediné básnické sbírky původně nazvané Slezské číslo, později známé jako Slezské písně, vydané na počátku 20. století. Naprosto ojedinělé verše útočně promlouvající za sociální a národní zájmy českých obyvatel Slezska nemají svou genezí, stylem ani dalším osudem v české literatuře obdobu. Literární historici řadí Bezruče do generace tzv. anarchistických buřičů. Jeho dílo je ovlivněno symbolismem a českou modernou.

## Život

### Rodiče
Narodil se v roce 1867 v Opavě do rodiny Antonína Vaška a jeho ženy Marie Vaškové (roz. Brožkové). Jeho otec Antonín Vašek byl učitel, filolog a slezský buditel. Od roku 1860 vydával první český časopis ve Slezsku, Opavský besedník. Jako jeden z prvních odmítl uznat pravost Rukopisů královédvorského a zelenohorského. Na základě filologického rozboru dokázal, že autorem jejich textu je Václav Hanka a obvinil ho z jejich padělání. Vaškova matka Marie pocházela ze zámožné rodiny v Týnci nad Labem.
V roce 1873 byl Antonín Vašek za své pročeské aktivity (v převážně německé Opavě) nucen se i s rodinou přestěhovat do rovněž převážně německého Brna, tam měla ovšem česká menšina silnější zázemí. Každé léto však Vladimír Vašek trávil v Háji u Opavy, kam se jeho otec vracel za svou zálibou – lovem. Dětství Vladimíra Vaška zůstalo poznamenáno neshodami mezi rodiči a nevybíravými útoky proti otci za jeho filologickou práci o Rukopisech. Antonín Vašek zemřel na tuberkulózu v roce 1880. Marie Vašková zůstala se šesti dětmi sama v nelehké finanční situaci.

### Dětství

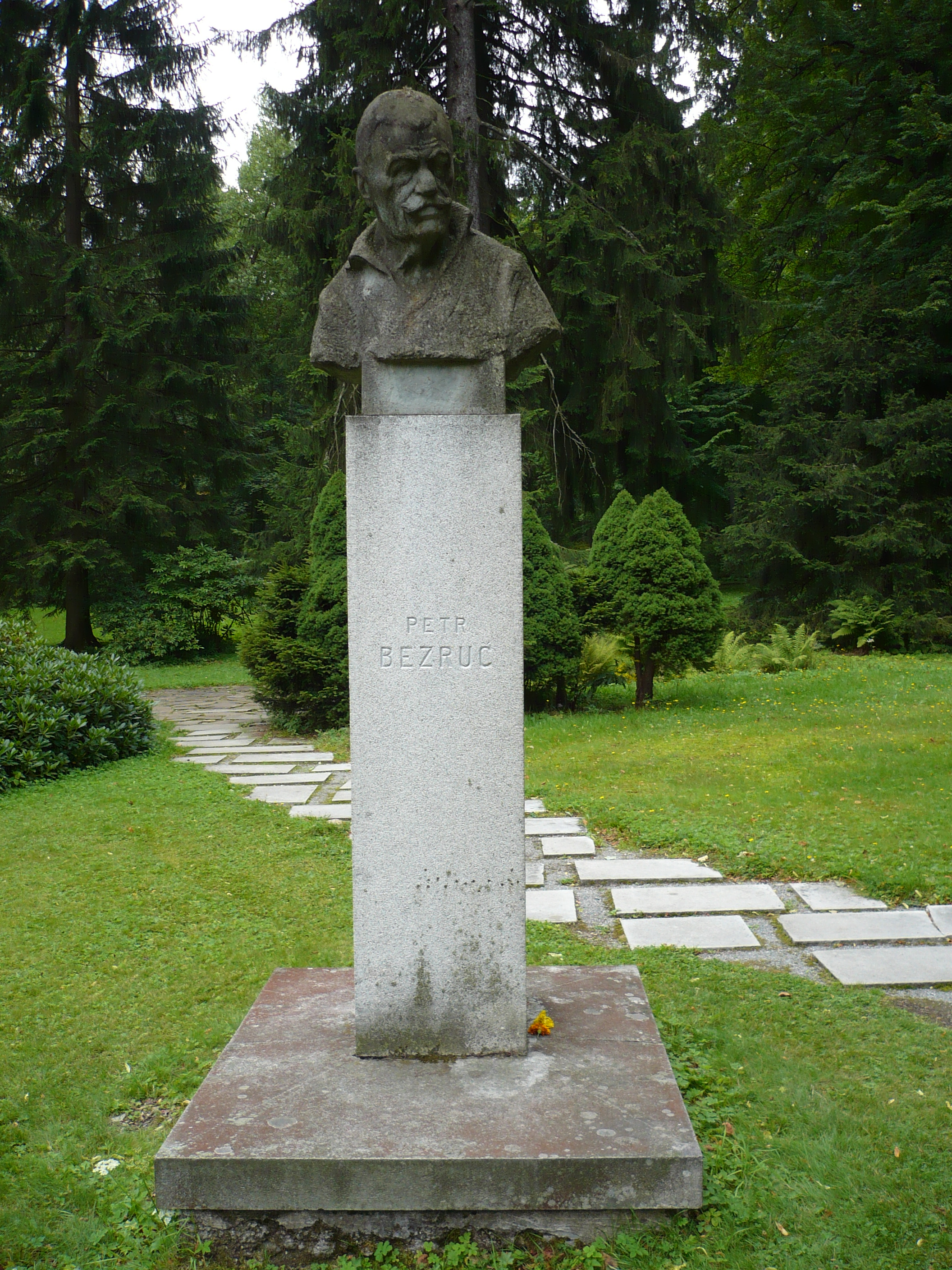
Busta v Karlově Studánce

V roce 1881 začal Vladimír Vašek navštěvovat tehdejší Slovanské gymnázium v Brně (dnešní brněnské Gymnázium Kapitána Jaroše). Nejhorší prospěch měl z němčiny, matematiky a zpěvu. Sám později přiznal, že hudbě nikdy nerozuměl. Učitel zpěvu ještě na měšťanské škole Vaškovi posměšně přezdíval Anton (z německého ein Ton = „jeden tón“), protože všechny písně zpíval v jediném tónu. Naopak prospíval v řečtině. Během gymnaziálních let již psal první verše, které se však nezachovaly. Většinou se jednalo o ironické veršovánky namířené proti profesorům. Byl ovlivněn četbou Vrchlického, Čecha, Nerudy, Hölderlina a Poea. Již ve čtrnácti se naučil rusky a četl pak rovněž Puškina a Lermontova v originále.
Po ukončení gymnázia (prospěch se mu trvale zhoršoval) uvažoval o vstupu do kláštera, nakonec se však rozhodl pro studium klasické filologie.

### Pražská studia
Po tři roky (1885–1888) studoval Petr Bezruč klasickou filologii na Filozofické fakultě Univerzity Karlovy v Praze, studia však nedokončil. Získal během nich zálibu v antice a etymologii. Není bez zajímavosti, že mezi jeho učitele patřili T. G. Masaryk, Josef Durdík, Jaroslav Goll či Otakar Hostinský. V této době trávil nejvíce času v hospodách a kavárnách. Více než studiu se věnoval kartám a pitkám se spolužáky. Setkal se zde poprvé s Janem Herbenem a také s Vilémem Mrštíkem, se kterým diskutoval o literatuře. Stále častěji však propadal melancholii a uzavíral se do sebe. Neúčastnil se žádných politických ani národních aktivit. Sám později přiznal, že nenavštívil ani Národní divadlo ani katedrálu sv. Víta.

### Návrat do Brna
V roce 1888, kdy se vrátil z Prahy do Brna, byla finanční situace rodiny kritická. Jeho matka se musela zadlužit, aby uživila pět Vaškových sourozenců: Helenu (1867), Ladislava (1869), Olgu (1871), Otakara (1875) a Antonína (1879). Musel si proto hledat nějaké zaměstnání, avšak nejevil žádnou snahu, aby alespoň trochu pomohl matce. Získal místo písaře zemského výboru jen díky přímluvám matky. Rodině však nijak nepomáhal, přestože měl tu možnost. Žil v jakési apatii, ze které jej dokázal dostat jen alkohol, cigarety a první příležitostné výlety do okolí Brna. Počaly se u něj projevovat první příznaky plicní choroby. V této době se pokoušel psát prozaické črty a z této doby také pochází Studie z Café Lustig, která byla otištěna v časopise Švanda dudák během roku 1889 pod pseudonymem Ratibor Suk. V tomtéž roce začal Bezruč pracovat na poště. Teprve v roce 1891 složil úřednickou zkoušku, která mu zaručila platový postup, a po ní byl ihned přidělen na poštu v Místku.

### Pobyt v Místku
Vaškův pobyt v Místku v letech 1891–1893 byl pro vznik Slezských písní stěžejní. Vašek byl v malém městečku Místek jako poštovní úředník místními automaticky přiřazen k „honoraci“. Zde pokračoval v nevázaném životě, avšak začal si všímat velké lidské bídy regionu. Nejprve bydlel v obci Koloredov u Místku, později u řezníka Lyska na Ostravské ulici v Místku. Začátkem roku 1892 se Vašek v hostinci manželů Sagonových seznámil s Ondřejem Boleslavem Petrem, čímž vzniklo osudové přátelství, které Vaška velmi poznamenalo. O. B. Petr byl učitel, divadelník a vlastenec, jehož život jako by se promítal v mnoha básních Slezských písní, což vedlo k teoriím o jeho možném (spolu)autorství. Oba literáti psali verše a společně vyráželi na túry po kraji, kde Petr seznamoval Vaška s historií a problémy jednotlivých vesnic. Byl to právě vášnivý slezský vlastenec O. B. Petr, který obrátil Vaškovu pozornost k sociální a národní otázce Slezska. Seznámil Vaška také s Maryčkou Sagonovou, svou nešťastnou láskou. Vašek se nejprve zamiloval do Maryčky Sagonové a později do Dody Bezručové. Tito dva lidé (Petr a Bezručová) byli nejbližšími přáteli Vaška v Místku. Pozdější Vaškův pseudonym Petr Bezruč k tomu odkazuje.
V Místku se také začal přerod apatického Vaška ve vášnivého zastánce práv chudých slezských lidí. Neexistuje však žádné svědectví o tom, že jádro Slezských písní vzniklo již za pobytu v Místku. Mnohé básně Slezských písní ale naopak svými reáliemi odkazují ještě do doby před rok 1891. Mnohé jiné naopak musely být napsány později, protože popisují události pozdějších let.
V roce 1893 spáchal jeho nejlepší přítel O. B. Petr sebevraždu a Vladimír Vašek si podal žádost o přeložení do Brna. Ta byla kladně vyřízena a on ještě v témže roce nastoupil na nádražní poštu v Brně. V roce 1894 zemřela jeho matka Marie Vašková a Vašek se začal starat o svého mladšího sourozence Antonína. Za svým bratrem Ladislavem zase jezdíval do Kostelce na Hané a do Ivančic. Z těchto cest vyplývá jeho vztah k Hané.

### Rok 1899
V lednu 1899 začal Vladimír Vašek zasílat své básně Janu Herbenovi do časopisu Čas pod pseudonymem Petr Bezruč. Zároveň se v této době začal zhoršovat jeho zdravotní stav a objevilo se chrlení krve – příznak tuberkulózy.
Herben ihned poznal kvalitu básní a začal je vydávat v beletristické příloze Času. Z první zásilky otiskl tři básně: Den Palackého, Škaredý zjev a Jen jedenkrát (též někdy nazývaná Zkazka – zde ještě bez názvu). Číslo časopisu však bylo zkonfiskováno rakouskou policií a cenzura pak dovolila uveřejnit pouze intimní lyrickou báseň Jen jedenkrát.

### Od vydání Slezských písní do procesu
Do roku 1904 zaslal Vašek celkem 74 básní v 39 zásilkách. Jeho básně měly veliký, převážně kladný ohlas. V roce 1903 vydal Herben 1. číslo Besed Času s podtitulem Slezské číslo. Za měsíc vyšla sbírka knižně v nákladu 3 000 výtisků (Besedy Času, „Knihovnička Času 1903“). V roce 1909 vyšly Bezručovy básně poprvé pod názvem Slezské písně, vydané Spolkem českých bibliofilů v grafické úpravě Vojtěcha Preissiga. V roce 1910 na veřejné přednášce Adolfa Kubise byla prozrazena pravá identita Petra Bezruče.
V roce 1911 vyšla dvě knižní vydání Slezských písní.
V roce 1915 vyšly v zahraničním odbojovém časopise L'Indépendance Tchéque básně oslavující ruská vojska a ruského cara jako osvoboditele. Básně byly podepsány iniciálami P. B., které začaly být veřejností okamžitě připisovány Petru Bezručovi. Autorem těchto básní byl však Jan Grmela, ostravský rodák a neúspěšný básník žijící v té době v Paříži. Když se tyto básně objevily v českých zemích, byl na Vladimíra Vaška vydán zatykač pro velezradu (podobně jako na desítku Masarykových spolupracovníků), za niž mu hrozil trest smrti. Byl zatčen, vyslýchán a ještě v roce 1915 odvezen do posádkového vězení na Hernalsergurtlu ve Vídni, kde čekal na svůj proces u vojenského soudu.
Z protokolu výslechu Vladimíra Vaška:
- „Politické přesvědčení, které se odráží v mých básních, rovná se nejčistšímu demokratismu. Moje básně byly psány především pro dělnictvo. Toto celé zaměření je v rozporu s oslavováním cara, který je dělnictvem a demokraty nenáviděn dnes právě tak jako před válkou. Proto báseň zmíněné tendence, uveřejněná v kterémsi francouzském časopise, není ode mne.“
- „Nikdy jsem se nezabýval politikou, vždy jsem se zajímal jen o literaturu.“

Policii se nepodařilo zajistit žádné důkazy svědčící proti Vladimíru Vaškovi. Soud si nechal vypracovat posudek dvou literárních vědců (německého a českého) a nakonec rozhodl o Vaškově nevině.
Vašek však tehdy ještě nebyl propuštěn na svobodu. V roce 1916 byl převezen do brněnské věznice na Cejlu, kde byl dále vyslýchán a vězněn, tentokrát za nejútočnější básně Slezských písní. Ve stejném roce vyšel v Lipsku kvalitní německý překlad Slezských písní (pod titulem Die schlesischen Lieder des Petr Bezruč) s předmluvou Franze Werfela. Jako jeho součást byly otištěny i ty nejútočnější básně a zároveň bylo Bezručovi přiznáno důležité místo v české literatuře. Následkem toho byl ještě v roce 1916 propuštěn, ale nejrůznější soudy a spory (následně se zaměstnavatelem) se táhly až do října 1918.
Manifest českých spisovatelů žádající sebeurčení českého národa Vašek v roce 1917 nepodepsal.

### 1918–1958
V následujících desetiletích vycházely Slezské písně tiskem stále častěji a Vašek se stal „národním“ básníkem. Osobně se však stahoval stále více do samoty, utíkal před veřejností a jakýmikoliv ovacemi. Rád podnikal túry (sám jim říkal „výplazy“) po Beskydech, byl v dobré kondici, kterou si udržoval otužováním (rád se koupal v řekách nahý) a výlety.
V letech 1924–1948 byl členem Moravského kola spisovatelů. V posledních třiceti letech života patřil k jeho přátelům zápasník Gustav Frištenský. I když se oba lišili povahou, vzděláním a životním zaměřením, vzájemně k sobě cítili úctu a sympatii.
V osadě Šmelcovna západně od města Veverská Bítýška se v letech 1912–1933 zúčastňoval Vítání jara. Jeho návštěvy zde od roku 1968 připomíná pamětní deska.
Závěr svého života prožil v Kostelci na Hané. Zemřel v olomoucké nemocnici v roce 1958 ve věku devadesáti let. Pochován byl na opavském hřbitově na Otické ulici pod náhrobkem ze slezské žuly se sedící sochou slezské ženy.
Ještě za jeho života roku 1945 mu byl udělen titul národní umělec.

## Dílo
Poezie Petra Bezruče je v kontextu české literatury naprosto ojedinělá. Jeho originalita netkví pouze v (jediném) prudkém básnickém výboji, který se zaobírá sociálními a národnostními problémy Slezska konce 19. století a řadí ho tak mezi autory sociální, buřičské. Je to také především zvláštní vztah Vladimíra Vaška k vlastnímu „jedinému“ dílu, ve kterém se dal tak prudce na stranu chudých a utlačovaných. A to pouze jedenkrát za svůj život. Literární teoretici přicházeli s nejrůznějšími teoriemi, které měly vysvětlit mnoho nejasností ohledně života a díla Petra Bezruče, ty však nejsou dodnes uspokojivě vysvětleny.
Stavba jeho básní je dramaticky vzdorná a útočná, používáním výhrůžných apostrof (zvolání), hyperbol, kontrastů, sžíravého sarkasmu, záměrného porušování rytmu, využívání nářečních prvků, metafor a zvukomalby nutí čtenáře zamyslet se nad tématy jeho básní.

### Slezské písně
1909, básně velmi často s národní a sociální tematikou, jsou zde však např. i básně milostné. Původně vydáno pod názvem Slezské číslo (v "Knihovničce Času" 1903), teprve po rozšíření získalo svůj známý název Slezské písně.
Některé básně ze Slezských písní:

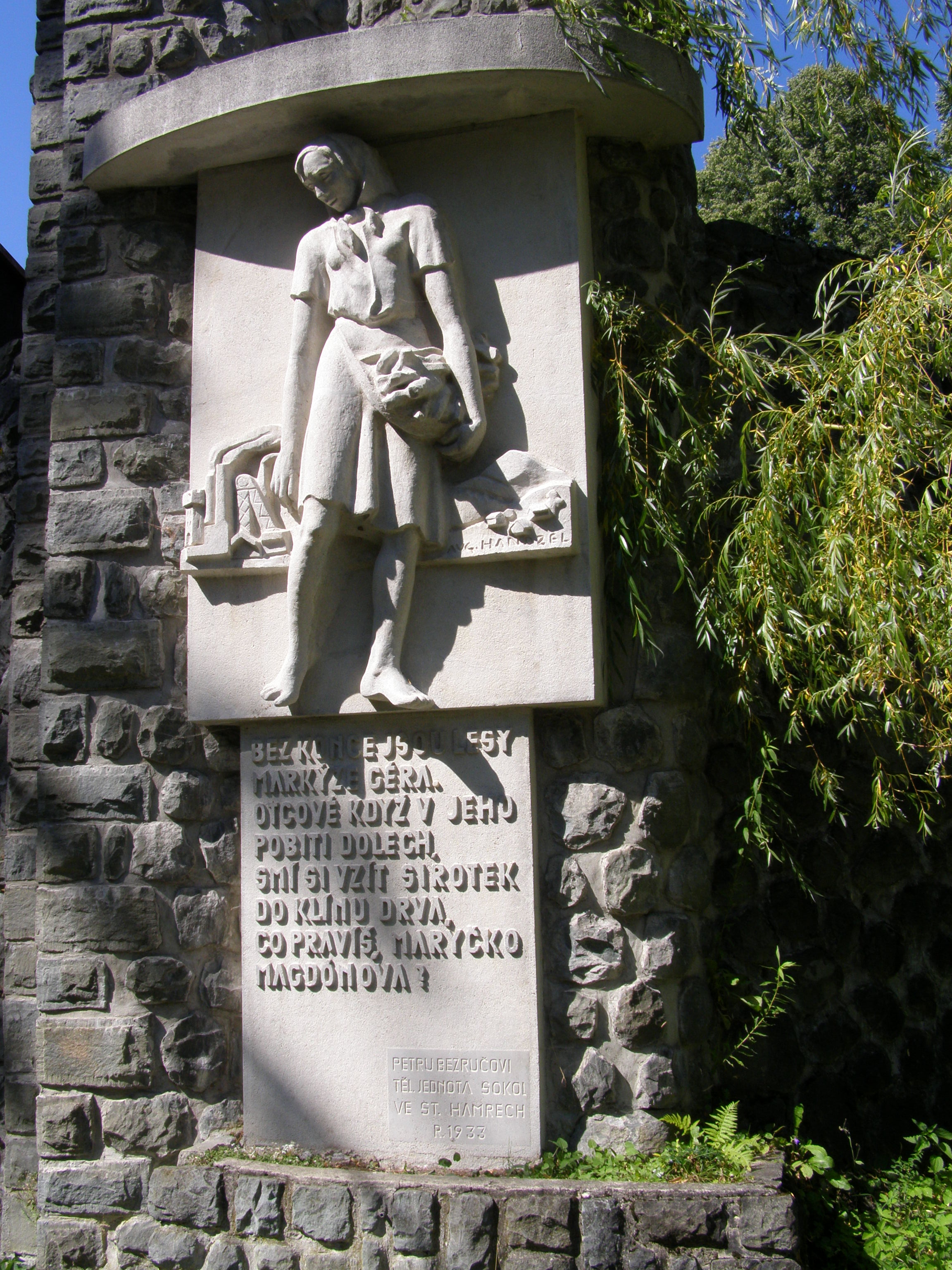
Pomník Maryčky Magdonové ve Starých Hamrech

1. intimní básně osobního charakteru:
  - Labutinka
  - Jen jedenkrát
  - Červený květ – úvodní báseň sbírky, květina je symbolem jeho vlastního nitra, kaktus, jako květina, která vykvete pouze jednou, symbolizuje jeho životní osamělost
2. básně reagující na sociální bídu a národnostní útlak (viní z toho vrchnost, Němce, Poláky, Židy a lhostejnost Čechů):
  - Maryčka Magdónova – Maryčka je osiřelá dívka ze Starých Hamrů (otec byl opilec, který se zabil cestou z hospody, matku zavalil vůz s uhlím), která se snaží postarat o mladší sourozence. Bída ji nutí chodit krást dřevo do lesa „markýze Gera“, při čemž ji jednou spatří žid Hochfelder, který ji udá. Když ji strážník odvádí do „Frydku“, spáchá zoufalá Maryčka sebevraždu skokem ze skály do řeky Ostravice. Dílo je napsáno dialogickou formou, v každé sloce se autor ptá Maryčky na řešení.
  - Ostrava
  - 70 000 – obžaloba násilné germanizace a polonizace na Těšínsku
  - Kantor Halfar – tragický příběh učitele, který vzdoroval tlaku odnárodňování a učil v Těšíně česky
  - Bernard Žár
  - Návrat
3. pohled na soudobou českou politiku, vlastenectví:
  - Praga caput regni
4. básně, jejichž estetická hodnota spočívá ve spojení různorodých principů, tendencí a poetik
  - Škaredý zjev – nepřímým obrazem (pomocí symbolů) zde popisuje těžký život na Ostravsku, označuje se za věčného tuláka.
5. básně věnované jednotlivým obcím na Moravě a ve Slezsku
  - Polská Ostrava – báseň na protest proti přejmenování Polské Ostravy na Slezskou Ostravu
  - Dombrová – protest proti českým snahám přejmenovávat vesnice ve Slezsku
  - Valčice – oslava připojení Valtic k Moravě v roce 1920
  - Děrné, Melč – oslava otevření nové české školy
  - Kyjov, Mohelnice

Tři básně ze sbírky (Maryčka Magdónova, Kantor Halfar, 70 000) zpracoval Leoš Janáček do velkolepých skladeb pro mužský sbor. Otakar Jeremiáš zhudebnil v roce 1920 báseň Ostrava pro mužský sbor a capella (vydala Hudební edice 1921). Některé básně z této sbírky zhudebnil a nazpíval také písničkář Jarek Nohavica.
Parodický přednes básně Ostrava se stal jedním z nejznámějších výstupů komika Jiřího Wimmera.

#### 10 základních vydáníSlezských písní
1. Slezské číslo, (anonymně), Praha: Čas, 1903. 31 básní.
2. Slezské písně, (anonymně), Praha: Spolek českých bibliofilů, 1909. 53 básní. Dřevoryty a grafická úprava Vojtěcha Preissiga.
3. Písně Petra Bezruče, Chicago, Literární kroužek, 1910. 53 básní. 4 dřevoryty a obálka Vojtěcha Preissiga.
4. Písně Petra Bezruče, Chicago, Literární kroužek, 1911. 53 básní. 4 dřevoryty a obálka Vojtěcha Preissiga.
5. Slezské písně, (bez uvedení jména autora), Praha: Spolek českých bibliofilů, 1911. 58 básní. Ilustrace Adolfa Kašpara.
6. Slezské písně, (bez uvedení jména autora), Praha: Spolek českých bibliofilů, 1911. 58 básní.
7. Petr Bezruč: Slezské písně, Jekatěrinburg: Osvětový odbor Československého vojska na Rusi, 1918. Ilustrace a typografie dle rukopisného návrhu Petra Pištělky.
8. Slezské písně, (bez uvedení jména autora), Brno: Nový lid, 1919–1938 v šesti vydáních. 82 básní.
9. Petr Bezruč: Slezské písně, Londýn: Kroužek Slezanů, 1944.
10. Petr Bezruč, Slezské písně, Brno: Pokorný a spol., 1946.

#### Kritické vydání
- BEZRUČ, Petr. Slezské písně. 1. vyd. Praha: Ústav pro českou literaturu AV ČR, Akropolis, 2014. 178 s. Dostupné online. ISBN 978-80-88069-08-9.

#### Překlady
- 1916 Jüngste tschechische Lyrik: eine Anthologie, Berlin-Wilmersdorf: Verlag der Wochenschrift Die Aktion, autoři: Petr Bezruč, Otokar Březina, Viktor Dyk, Otokar Fischer, Stanislav Hanuš, Karel Hlaváček, Jiří Karásek ze Lvovic, Josef Kodiček, Petr Křička, Jan Svatopluk Machar[pozn. 2], Stanislav K. Neumann, Antonín Sova, Fráňa Šrámek, Erwin Taussig, Otakar Theer, Karel Toman, Richard Weiner, přeložili: Max Brod, Otto Pick a Rudolf Fuchs. Uvedeny básně Hochland, Wirbitz, Ich und du, Ortschaft an der Ostravica a Hrabin[10] Die schlesischen Lieder
- 1916 Petr Bezruč: (Slezské písně), překlad: Rudolf Fuchs, předmluva: Franz Werfel
  - 2. vydání, Lipsko: Kurt Wolf Verlag, 1917[11]

### Samostatné básně
- Paralipomena I.
- Paralipomena II.
- Stužkonoska modrá – druh vzácné můry, symbol básníkova života je hledání smyslu, rozsáhlejší báseň, vzpomínky na své mládí (v určité míře i kritika poměrů v první republice).
- Přátelům i nepřátelům – vydáno posmrtně, jedná se o milostnou lyriku a verše přemýšlející o smyslu života.

### Povídky
- Studie z kafé Lustig

## Literární badatelé, kteří se zaobírali dílem Petra Bezruče
- Alois Adamus
- František Buriánek
- Miroslav Červenka
- Jan Drozd
- Jaromír Dvořák
- Viktor Ficek
- Oldřich Králík
- Alois Miarka st.
- Jaromír Nohavica
- Alois Sivek
- Drahomír Šajtar
- Jiří Urbanec
- Adolf Veselý
- Joža Vochala

## Spor o autorství Slezských písní
To, že za svého dlouhého života již Vladimír Vašek nenapsal básnickou sbírku podobné síly, stejně jako rozporné detaily v některých básních, vyvolávalo pochyby, zda mají Slezské písně jediného autora. Do diskuse o autorství přispěl významně ostravský spisovatel a literární historik Jan Drozd. Zastával názor, že spoluautorem sbírky byl Ondřej Boleslav Petr (1852–1893) a Petr Bezruč byl jejich společný pseudonym. O tomtéž je přesvědčen písničkář Jaromír Nohavica, který uvádí, že autorem zhruba deseti básní ze Slezských písní je Ondřej Boleslav Petr.
Za Petra Bezruče byl krátce považován též ostravský rodák Jan Grmela, který to o sobě šířil a ve Francii vydal roku 1915 dvě básně napodobující styl Slezských písní.
V roce 2014 vydal Ústav pro českou literaturu Akademie věd České republiky kritické vydání Slezských písní. V tomto vydání pracovníci ÚČL rozhodně odmítají tvrzení, že autorem sbírky byl někdo jiný než Vladimír Vašek. Spekulace o jiných autorech i o údajném spoluautorství O. B. Petra jsou označeny za „pusté a nepodložené hypotézy."

## Ocenění
- 1945 – Národní umělec
- 1945 – Čestné občanství města Brna
- 1947 – Čestné občanství hlavního města Prahy
- 1947 – Pomník sochařů Doležala, Hořínka, Lenharta a Stárka v Bezručových sadech v Olomouci
- 1952 – Ve Frýdku-Místku bylo po Bezručovi pojmenováno gymnázium.
- 1956 – Památník Petra Bezruče v opavském rodném domě
- 1958 – V Ostravici zbudována expozice ve Srubu Petra Bezruče.
- 1958 – První ročník festivalu Bezručova Opava
- 1959 – Pomník od sochaře Vincence Havla v Háji ve Slezsku
- 1960 – Pomník od sochaře Vladimíra Brázdila ve Frýdku-Místku[16]
- 1962 – Památník v Červeném domku v Kostelci na Hané[17]
- 1967 – Pomník od sochaře a malíře Karla Otáhala v Kostelci na Hané[18]
- 1973 – Pomník od sochaře Miroslava Rybičky v Jistebníku
- 80. léta 20. století – V Opavě byl po Bezručovi pojmenován kulturní dům.

Podle Územně identifikačního registru České republiky bylo po Petru Bezručovi v Česku pojmenováno 270 ulic (např. Praha, Brno, Plzeň, Havlíčkův Brod, Kostelec nad Labem), tři čtvrti (Kuřim, Bojkovice a Zbýšov), šest náměstí (Břeclav, Lišov, Opava, Prostějov, Uničov a Velký Osek), pět sadů (Horšovský Týn, Ostrava, Štětí, Volyně, Zábřeh), dvě nábřeží (Branka u Opavy a Sokolov), park (Veselí nad Moravou), háj (Petrohrad) a vrch (Jáchymov). Bezručovo jméno je také v názvech základních škol ve Frýdku-Místku a Třinci. V Karlově Studánce je stejně jako v Jeseníku lázeňský dům Bezruč a navíc i pomník. Dále je v Ostravě po Petru Bezručovi pojmenováno divadlo a byl po něm pojmenován i černouhelný důl.

## Galerie

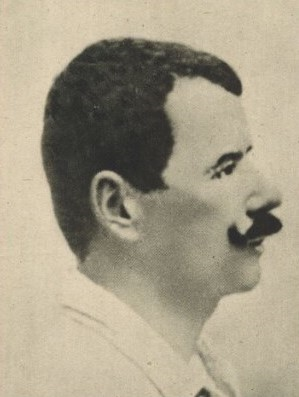
Petr Bezruč, 1927
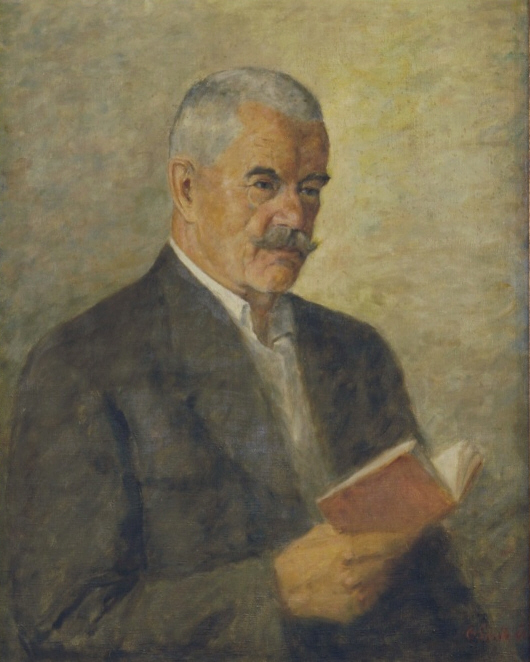
Básníkův portrét v Památníku Petra Bezruče
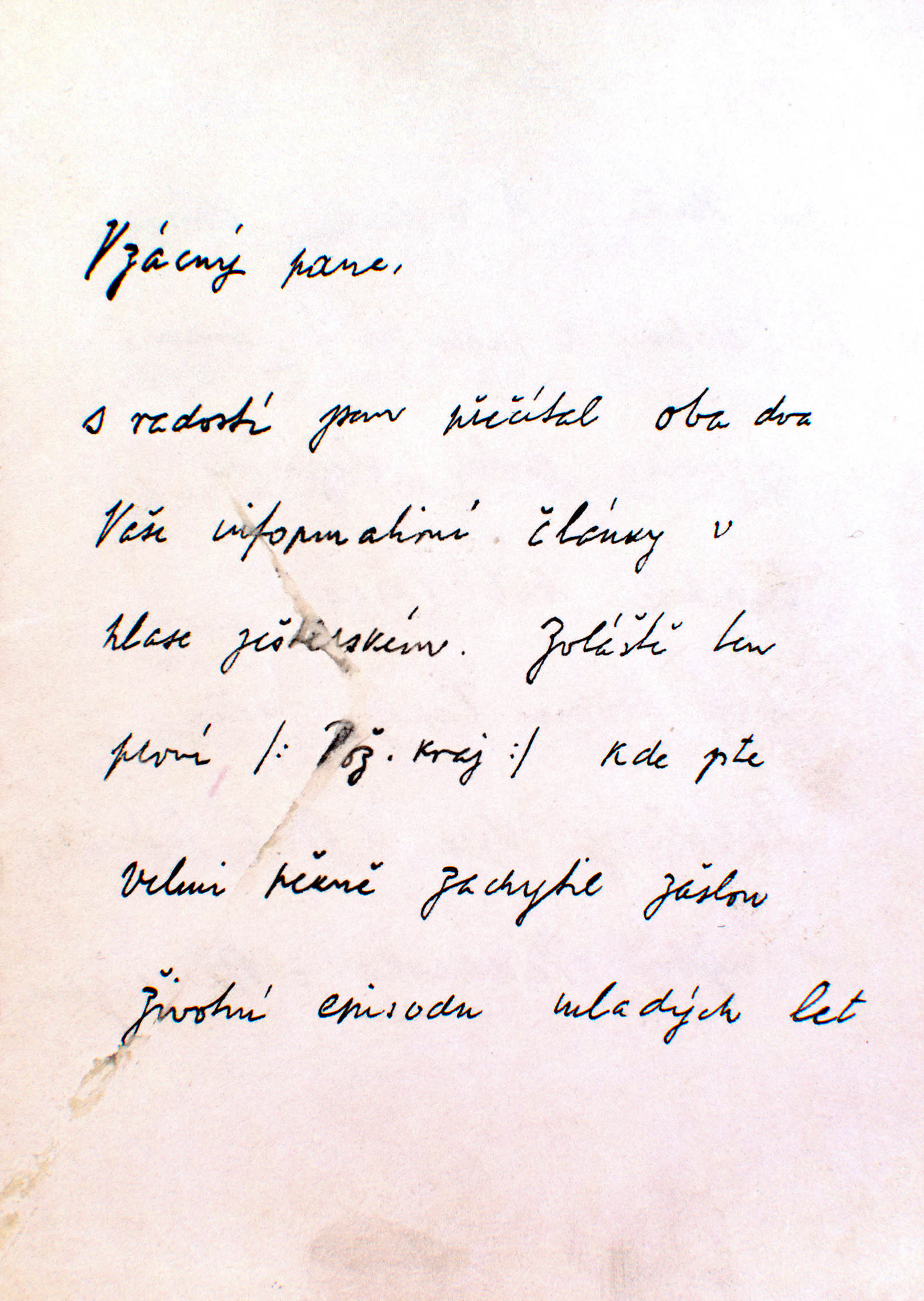
Dopis básníka Petra Bezruče spisovateli Stanislavu Jandíkovi
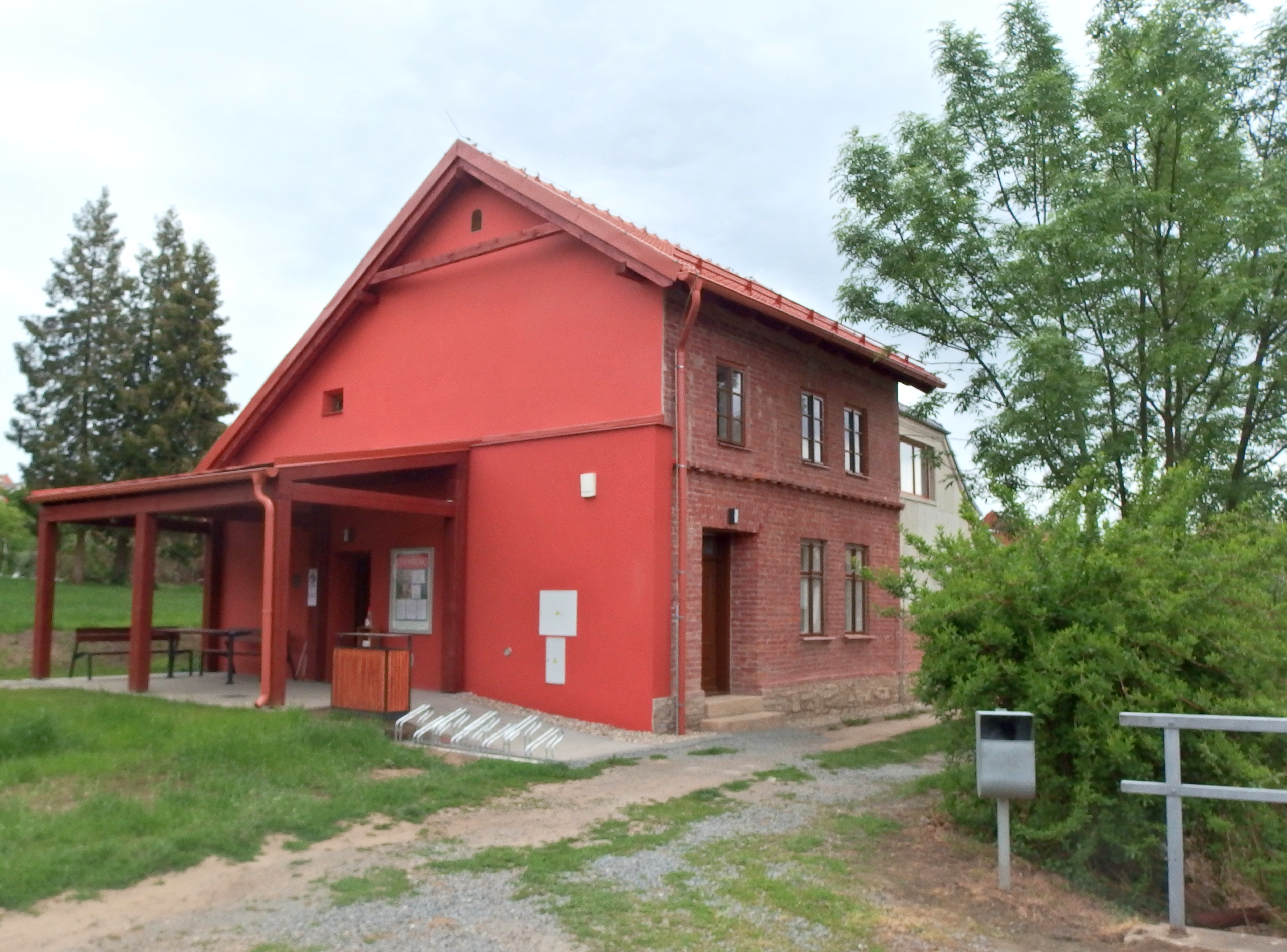
Pamětní síň v Kostelci na Hané